# 銀聯易辦事
銀聯易辦事，簡稱易辦事，是由中國銀聯深圳分公司（原深銀聯）在深圳建立的自助電子繳費系統，可繳交不少深圳公共事業、銀行、電訊公司等的賬單。
銀聯易辦事較類似香港繳費靈（PPS），是一台黑色類似POS的機器，以壓敏複寫紙列印收據，經常設立在電訊公司、銀行、小商店等。用戶自助操作並可繳交電話及公共事業等各種費用。不同地方設置的銀聯易辦事機器的可用範圍略有不同。
- 在中國移動通信的服務據點，有大堂經理為降低櫃位排隊人數，而指引顧客使用銀聯易辦事機繳付電話費的情況。